# Strade Bianche 2018
La 12.ª edición de la clásica ciclista Strade Bianche  fue una carrera en Italia que se celebró el 3 de marzo de 2018 sobre un recorrido de 184 kilómetros con inicio y final en la ciudad de Siena, Italia.
La carrera hizo parte del UCI WorldTour 2018, calendario ciclístico de máximo nivel mundial, siendo la quinta carrera de dicho circuito.
La carrera fue ganada por el corredor belga Tiesj Benoot del equipo Lotto Soudal, en segundo lugar Romain Bardet (Ag2r La Mondiale) y en tercer lugar Wout van Aert (Vérandas Willems-Crelan).

## Recorrido
La carrera comienza y termina en la ciudad de Siena, realizados en su totalidad en el sur de la provincia de Siena, en la Toscana. La carrera es especialmente conocido por sus caminos de tierra blanca (strade bianche o sterrati).
En cuanto al recorrido de la edición de 2018, apenas habrá diferencias en los primeros kilómetros respecto a la prueba del 2017, donde se incluyeron 11 sectores y 63 kilómetros de tramos de tierra, un 34.2% de la prueba, un porcentaje realmente llamativo en una carrera que se disputa sobre una distancia total de 184 kilómetros.
Como dato curioso, la organización de la carrera ha dedicado un tramo al exciclista Fabian Cancellara, sobre uno de los tramos de gravilla más icónicos de la carrera, el que hasta ahora era conocido como el tramo de Monte Sante Marie de 11,5 kilómetros que terminan a falta de 43 kilómetros para la línea de meta en Siena.
La carrera termina como en años anteriores en la famosa Piazza del Campo de Siena, después de una estrecha ascensión adoquinada en la Via Santa Caterina, en el corazón de la ciudad medieval, con tramos de hasta el 16% de pendiente máxima.
Sectores de caminos de tierra:
| Número | Nombre                | Km    | Longitud (m) | Categoría         |
| ------ | --------------------- | ----- | ------------ | ----------------- |
| 1      | Vidritta              | 10,6  | 2.100        | *                 |
| 2      | Bagnaia               | 23    | 5.800        | *                 |
| 3      | Radi                  | 36,9  | 4.400        | * · * · *         |
| 4      | La Piana              | 47,6  | 5.500        | *                 |
| 5      | Lucignano d'Asso      | 73,7  | 11.900       | * · * · *         |
| 6      | Pieve a Salti         | 90    | 8.000        | * · * · * · *     |
| 7      | San Martino in Grania | 111,3 | 9.500        | * · * · *         |
| 8      | Fabian Cancellara     | 130   | 11.500       | * · * · * · * · * |
| 9      | Monteaperti           | 149,8 | 800          | *                 |
| 10     | Colle Pinzuto         | 161,2 | 2.400        | * · * · * · *     |
| 11     | Le Tolfe              | 172,1 | 1.100        | * · * · *         |

## Equipos participantes
Tomaron parte en la carrera 21 equipos: 18 de categoría UCI WorldTeam; 3 de categoría Profesional Continental. Formando así un pelotón de 147 ciclistas de los que acabaron XXX. Los equipos participantes fueron:
| WorldTeams (18)- Sky - AG2R La Mondiale - Astana - Bahrain-Merida - BMC Racing Team - Bora-Hansgrohe - Groupama-FDJ - Lotto Soudal - Mitchelton-Scott - Movistar Team - Quick-Step Floors - Dimension Data - EF Education First-Drapac p/b Cannondale - Katusha-Alpecin - Lotto NL-Jumbo - Team Sunweb - Trek-Segafredo - UAE Team Emirates Equipos continentales profesionales (3)- Androni Giocattoli-Sidermec - Nippo-Vini Fantini-Europa Ovini - Vérandas Willems-Crelan |
| |

## Clasificaciones finales
- Las clasificaciones finalizaron de la siguiente forma:[6]

### Clasificación general
| \| Clasificación general \| Clasificación general \| Clasificación general \| Clasificación general \| Clasificación general \| \| Ciclista \| Ciclista \| Equipo \| Tiempo \| \| \| --------------------- \| --------------------- \| ------------------------- \| --------------------- \| --------------------- \| \| 1.º \| Tiesj Benoot \| Lotto-Soudal \| 5 h 03 min 33 s \| \| \| 2.º \| Romain Bardet \| AG2R La Mondiale \| + 39 s \| \| \| 3.º \| Wout van Aert \| Verandas Willems-Crelan \| + 58 s \| \| \| 4.º \| Alejandro Valverde \| Movistar Team \| + 1 min 25 s \| \| \| 5.º \| Giovanni Visconti \| Bahrain-Merida \| + 1 min 27 s \| \| \| 6.º \| Robert Power \| Mitchelton-Scott \| + 1 min 29 s \| \| \| 7.º \| Zdeněk Štybar \| Quick-Step Floors \| + 1 min 42 s \| \| \| 8.º \| Peter Sagan \| Bora-Hansgrohe \| + 2 min 08 s \| \| \| 9.º \| Pieter Serry \| Quick-Step Floors \| + 2 min 11 s \| \| \| 10.º \| Gregor Mühlberger \| Bora-Hansgrohe \| + 2 min 16 s \| \| \| 11.º \| Matej Mohorič \| Bahrain-Merida \| + 3 min 05 s \| \| \| 12.º \| Daniel Oss \| Bora-Hansgrohe \| + 3 min 22 s \| \| \| 13.º \| Floris De Tier \| LottoNL-Jumbo \| + 4 min 03 s \| \| \| 14.º \| Gianni Moscon \| Team Sky \| + 4 min 08 s \| \| \| 15.º \| Marcus Burghardt \| Bora-Hansgrohe \| + 4 min 10 s \| \| \| 16.º \| Stefan Küng \| BMC Racing Team \| + 4 min 14 s \| \| \| 17.º \| Simon Clarke \| EF Education First-Drapac \| + 4 min 41 s \| \| \| 18.º \| Andrey Amador \| Movistar Team \| + 4 min 55 s \| \| \| 19.º \| Pierre Latour \| AG2R La Mondiale \| + 5 min 12 s \| \| \| 20.º \| Valentin Madouas \| FDJ \| + 5 min 14 s \| \| |                    |                           |                 |
| |                    |                           |                 |
| Fuente: ProCyclingStats |                    |                           |                 |
| Clasificación general |                    |                           |                 |
| Ciclista | Ciclista           | Equipo                    | Tiempo          |
| 1.º | Tiesj Benoot       | Lotto-Soudal              | 5 h 03 min 33 s |
| 2.º | Romain Bardet      | AG2R La Mondiale          | + 39 s          |
| 3.º | Wout van Aert      | Verandas Willems-Crelan   | + 58 s          |
| 4.º | Alejandro Valverde | Movistar Team             | + 1 min 25 s    |
| 5.º | Giovanni Visconti  | Bahrain-Merida            | + 1 min 27 s    |
| 6.º | Robert Power       | Mitchelton-Scott          | + 1 min 29 s    |
| 7.º | Zdeněk Štybar      | Quick-Step Floors         | + 1 min 42 s    |
| 8.º | Peter Sagan        | Bora-Hansgrohe            | + 2 min 08 s    |
| 9.º | Pieter Serry       | Quick-Step Floors         | + 2 min 11 s    |
| 10.º | Gregor Mühlberger  | Bora-Hansgrohe            | + 2 min 16 s    |
| 11.º | Matej Mohorič      | Bahrain-Merida            | + 3 min 05 s    |
| 12.º | Daniel Oss         | Bora-Hansgrohe            | + 3 min 22 s    |
| 13.º | Floris De Tier     | LottoNL-Jumbo             | + 4 min 03 s    |
| 14.º | Gianni Moscon      | Team Sky                  | + 4 min 08 s    |
| 15.º | Marcus Burghardt   | Bora-Hansgrohe            | + 4 min 10 s    |
| 16.º | Stefan Küng        | BMC Racing Team           | + 4 min 14 s    |
| 17.º | Simon Clarke       | EF Education First-Drapac | + 4 min 41 s    |
| 18.º | Andrey Amador      | Movistar Team             | + 4 min 55 s    |
| 19.º | Pierre Latour      | AG2R La Mondiale          | + 5 min 12 s    |
| 20.º | Valentin Madouas   | FDJ                       | + 5 min 14 s    |

## UCI World Ranking
La Strade Bianche otorga puntos para el UCI WorldTour 2018 y el UCI World Ranking, este último para corredores de los equipos en las categorías UCI WorldTeam, Profesional Continental y Equipos Continentales. Las siguientes tablas muestran el baremo de puntuación y los 10 corredores que obtuvieron más puntos:
| Posición   | 1.º | 2.º | 3.º | 4.º | 5.º | 6.º | 7.º | 8.º | 9.º | 10.º | 11.º | 12.º | 13.º | 14.º | 15.º-20.º | 21.º-30.º | 31.º-50.º | 51.º-55.º | 56.º-60.º |
| Puntuación | 300 | 250 | 215 | 175 | 120 | 115 | 95  | 75  | 60  | 50   | 40   | 35   | 30   | 25   | 20        | 12        | 5         | 2         | 1         |

| Clasificación |                    |                         |        |
| Posición      | Ciclista           | Equipo                  | Puntos |
| ------------- | ------------------ | ----------------------- | ------ |
| 1.º           | Tiesj Benoot       | Lotto Soudal            | 300    |
| 2.º           | Romain Bardet      | Ag2r La Mondiale        | 250    |
| 3.º           | Wout van Aert      | Vérandas Willems-Crelan | 215    |
| 4.º           | Alejandro Valverde | Movistar                | 175    |
| 5.º           | Giovanni Visconti  | Bahrain Merida          | 120    |
| 6.º           | Robert Power       | Mitchelton-Scott        | 115    |
| 7.º           | Zdeněk Štybar      | Quick-Step Floors       | 95     |
| 8.º           | Peter Sagan        | Bora-Hansgrohe          | 75     |
| 9.º           | Pieter Serry       | Quick-Step Floors       | 60     |
| 10.º          | Gregor Mühlberger  | Bora-Hansgrohe          | 50     |